# Ambach (Isen)

Ambach 1, Wohnhaus

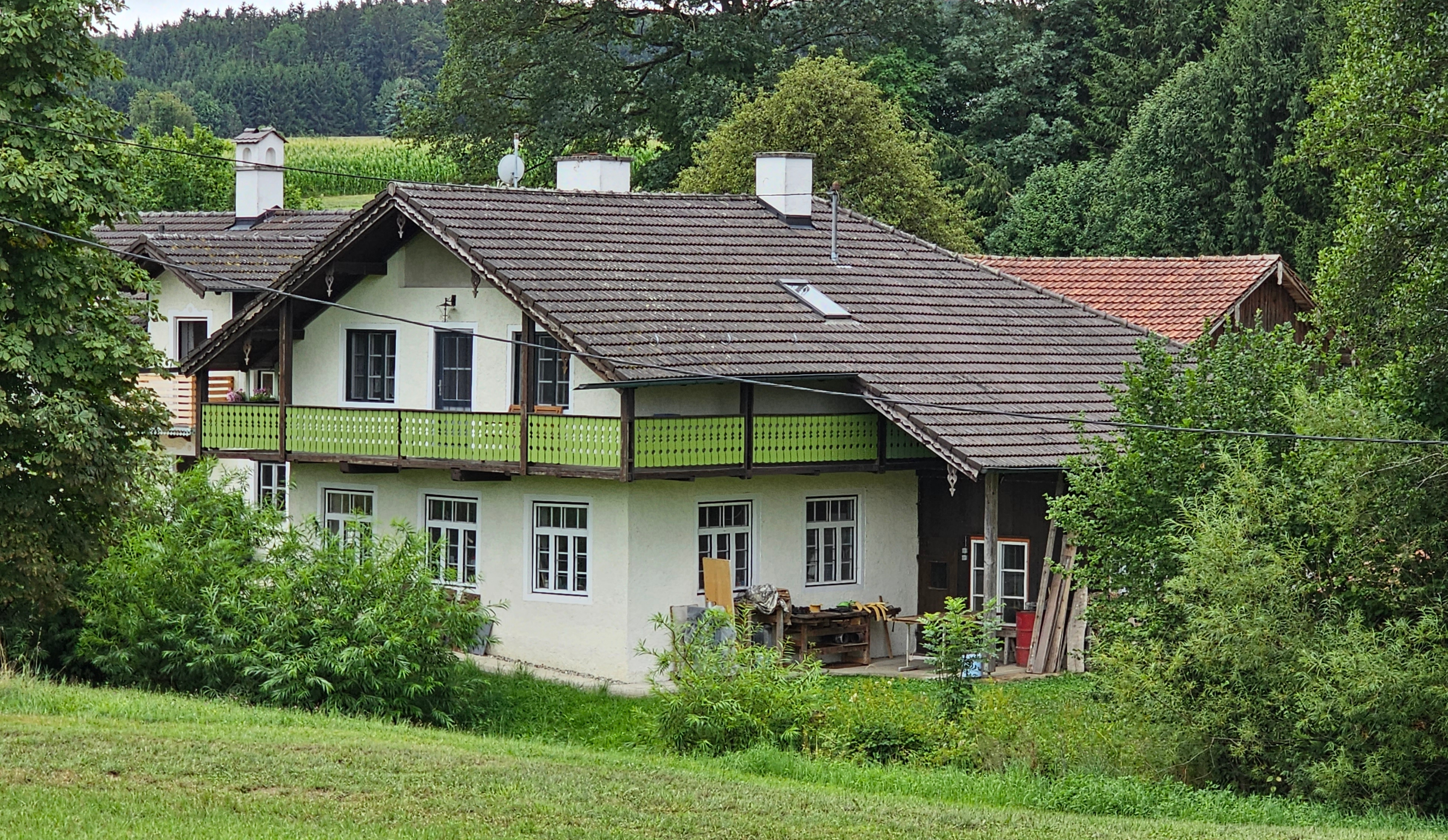
Ambach 1

Ambach ist ein Gemeindeteil des Marktes Isen im oberbayerischen Landkreis Erding. 

## Lage
Die Einöde Ambach liegt in der Gemarkung Thonbach, 3,3 Kilometer südöstlich des Marktplatzes von Isen. Zwischen den Gebäuden verläuft der Ambach, der zusammen mit dem Thonbach den Schinderbach bildet.

## Bevölkerungsentwicklung
Um 1871 gab es in Ambach fünf Einwohner. Im Mai 1987 lebten dort sechs Einwohner in einem Wohngebäude.
| Jahr      | 1871 | 1925 | 1950 | 1970 | 1987 |
| Einwohner | 5    | 8    | 11   | 6    | 6    |